# Gozdna železnica Brezno–Josipdol
Gozdna železnica Brezno - Josipdol je bila prometna pot za prevoz kamenja iz kamnoloma v Josipdolu na Pohorju do železniške postaje Podvelka na železniški progi Maribor - Dravograd.
Od železniške postaje v Podvelki so leta 1923 zgradili 8 km dolgo ozkotirno gozdno železnico do kamnoloma v Josipdolu. Železnica je občasno rabila tudi za prevoz lesa iz gozdov na Pohorju. Proga je imela tirno širino 60 cm. V začetku sa na njej obratovale parne, kasneje pa dizelske lokomotive.
Železnica je rabila predvsem za prevoz granita iz kamnoloma in je les prevažala le občasno, zato morda bolj spada v kategorijo industrijskih prog. Proga Brezno - Josipdol je obratovala do leta 1960, nato so jo opustili in razdrli.